# Julija Managarova
Julija  Anatoljevna Managarova (ryska: Юлия Анатольевна Манагарова), född 27 september 1988 i Dnepropetrovsk, Ukrainska SSR, är en rysk, tidigare ukrainsk, handbollsspelare (högersexa). Hon bytte medborgarskap från ukrainsk till ryskt 2014 och debuterade i Rysslands landslag 2017.

## Klubbkarriär
Managarova började sin elithandbollskarriär 2003, i den ukrainska klubben HC Sparta som först hette HC Smart, och med klubben hon vann ukrainska mästerskapet säsongerna 2008/09, 2009/10 och 2010/11.  Högersexan värvades av den rumänska klubben CS Oltchim Râmnicu Vâlcea under säsongen 2010/2011.  Managarova spelade för Oltchim fram till klubbens upplösning 2013, och vann tre rumänska mästerskap i klubben och nådde semifinal i EHF Women´s Champions League två gånger. 
Sedan flyttade hon till ryska GK Rostov-Don. Med Rostov-Don har hon vunnit Ryska superligan hittills fem gånger, 2015, 2017, 2018, 2019 och 2020 samt ryska cupen 2015, 2016, 2017, 2018, 2019. Rostov-Don vann EHF Cupen 2017. 2018 blev hon uttagen i EHF Champions Leagues All Star Team som bästa högersexa. 

## Landslagskarriär
Managarova spelade 65 landskamper för Ukrainas damlandslag i handboll och gjorde  225 mål. Hon spelade sin sista landsksamper för Ukraina i kvalet till EM 2014.
Hon har spelat för Rysslands damlandslag i handboll, sedan sommaren 2017. Med Ryssland, har hon vunnit silver vid EM i Frankrike 2018 och brons vid VM i Japan 2019. Managarova spelade också i  turneringen vid i handboll vid olympiska sommarspelen 2020 och vann ett OS-silver i Tokyo. Managarova var ryska landslagets förstahandsval som högersexa med över 5 timmars speltid på de åtta matcherna i OS.

## Privatliv
Managarova bestämde sig för att bli rysk medborgare av flera skäl. Hon konstaterade att sedan krisen i Ukraina 2014 är kvalitén på handbollen i Ukraina dålig.  På frågan vilket land hon gillar mest svarade Managarova Ryssland men svarade också att  Kiev  var hennes favoritstad.